# Antisentido
Sentido, en un contexto de biología molecular, es un concepto general usado para comparar la polaridad de moléculas de ácido nucleico, particularmente ARN, y otras moléculas de ácidos nucleicos. Dependiendo del contexto dentro de la biología molecular, sentido puede tener diferentes significados. 

## Sentido ARN
En virología suele afirmarse que el genoma de un virus ARN puede ser tanto de sentido positivo, llamado hebra plus o hebra +, como de sentido negativo, llamado hebra minus o hebra -. En muchos casos, los términos sentido y hebra se usan indistintamente, y el término hebra positiva es equivalente a sentido positivo, lo mismo que hebra plus a sentido plus. Si un virus es sentido positivo o sentido negativo se usará con base en las clasificaciones de los virus.
Un ARN viral de sentido positivo significa que una secuencia particular de ARN viral puede ser traducida directamente en las proteínas virales deseadas. Así, en los virus ARN de sentido positivo, el genoma ARN viral es idéntico al ARNm viral, y puede ser traducido de inmediato en la célula hospedera. Al contrario de lo que ocurre con el ARN de sentido negativo, el ARN de sentido positivo es del mismo sentido que el ARNm. Algunos virus (por ejemplo, los Coronaviridae) tienen genomas de sentido positivo que pueden actuar como ARNm y ser usados directamente para la síntesis de proteínas sin ayuda de un ARN complementario intermediario. Por consiguiente, estos virus no necesitan tener un paquete transcriptasa ARN en el virión.
Un ARN de sentido negativo es complementario a un ARNm viral y deberá ser convertido en un ARN de sentido positivo por una enzima ARN polimerasa antes de su traducción. Los ARN de sentido negativo (como el ADN) tienen una secuencia de nucleótidos complementaria al ARNm que los codifica. Como en el ADN, este ARN no puede ser traducido a una proteína directamente. En vez de eso, debe primero ser transcrito en un ARN de sentido positivo que actúa como un ARNm. Algunos virus (influenza, por ejemplo) tienen genomas de sentido negativo y deben transportar una ARN transcriptasa dentro del virión.

## Sentido del ADN
Los biólogos moleculares le dan a una hebra simple de ADN el nombre de secuencia sentido si una versión de ARN de la misma secuencia se traduce o si puede traducirse en una proteína, y califican a su complemento como antisentido. La hebra molde de ADN usada para la transcripción por la ARN polimerasa es la hebra antisentido. A veces, la frase hebra de codificación se encuentra, pero pueden dar lugar a confusión, ya que es común denominar ADN a la codificación de ARN. Así, cada hebra significa hebra de codificación, aunque no es un término totalmente claro.

## Ambisentido
Un genoma que contiene los sentidos positivo y negativo se dice que es ambisentido.
Los virus Bunya (orden Bunyavirales) tienen tres fragmentos que contienen ambas secciones de sentido positivo y negativo, como los arenavirus son ambisentido, pues tienen dos fragmentos que son principalmente de sentido negativo excepto para la quinta última parte de los segmentos grande y pequeño de su genoma.

## Antisentido ARNm
Un ARNm antisentido es un ARNm transcrito que es complementario de un ARNm endógeno; es, en otras palabras, la hebra complementaria (no codificadora) de una secuencia de ARNm (codificadora). La introducción de un transgen codificante para un ARNm antisentido es una técnica usada para bloquear la expresión de un gen de interés. Un ARNm de antisentido marcado radioactivamente puede usarse para mostrar el nivel de transcripción de genes en varios tipos de células. Algunos tipos estructurales antisentidos son experimentales, ya que se usan como terapia antisentido, y al menos una ellas ha sido aprobada para su uso en humanos.